# Sommet extraordinaire de l'OTAN de 2022
Pour un article plus général, voir Sommet de l'OTAN.
Le sommet extraordinaire de l'OTAN Bruxelles 2022 se tient le 24 mars 2022, un mois après le début de l'invasion de l'Ukraine par la Russie. Il fait suite à une visioconférence de ces mêmes dirigeants organisée dans l'urgence le 25 février 2022, au lendemain du début de l'offensive des forces armées russes.
Selon la déclaration publiée à l'issue du sommet du 24 mars par les dirigeants des trente pays membres, cette invasion constitue la plus grave menace pour la sécurité euro-atlantique depuis des décennies. Ils demandent à la Russie de mettre immédiatement un terme à cette guerre et à retirer ses forces armées d’Ukraine. L'OTAN réaffirme son soutien indéfectible à l’indépendance, à la souveraineté et à l’intégrité territoriale de l’Ukraine à l’intérieur de ses frontières internationalement reconnues, s’étendant à ses eaux territoriales.

## Contexte

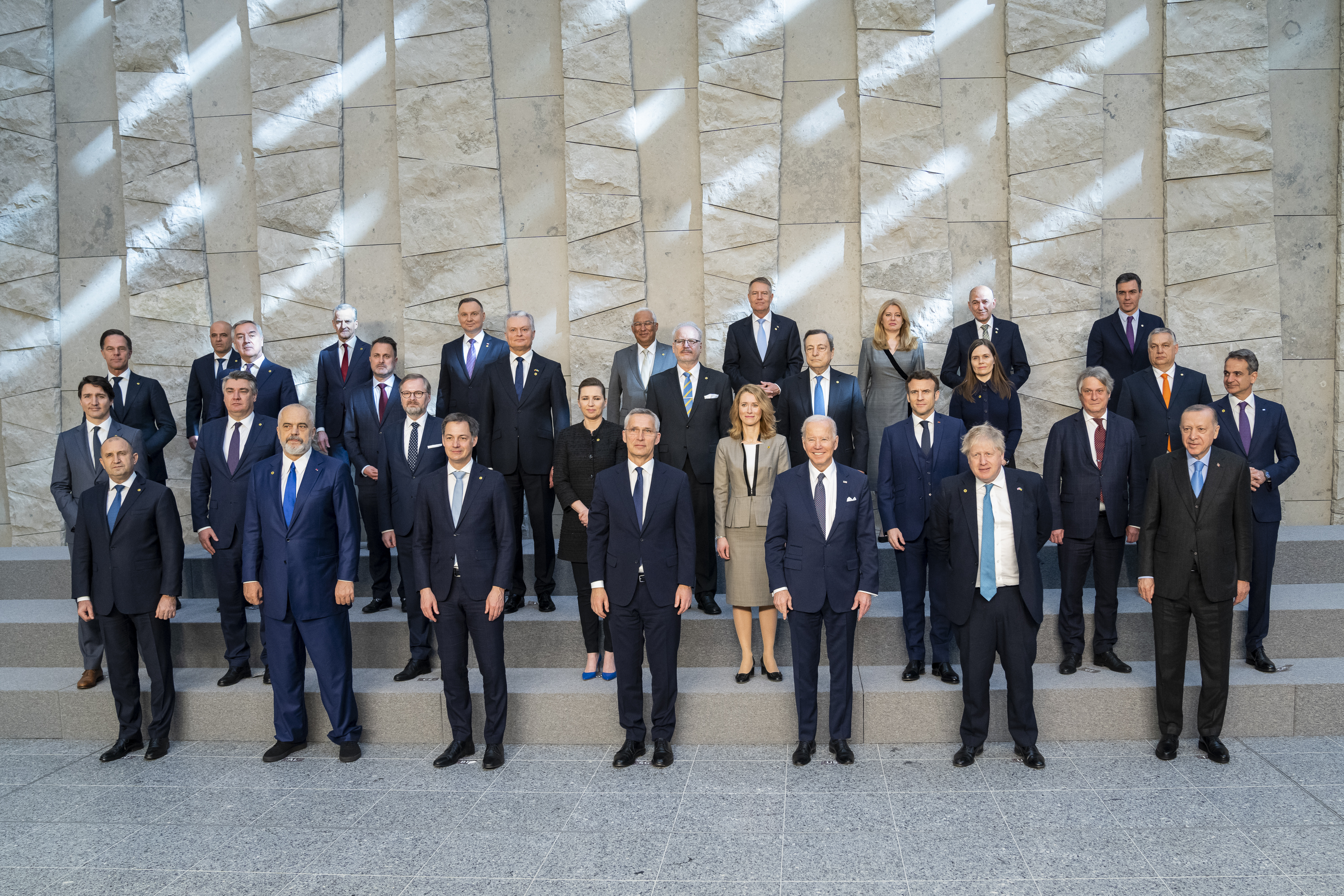
Les dirigeants de l'OTAN réunis pour le sommet du 24 mars 2022.

La tenue de ce sommet extraordinaire des dirigeants de l'OTAN a été provoquée par l'invasion de l'Ukraine par la Russie qui a débuté le 24 février 2022. Cette réunion est concomitante d'un sommet du G7 et d'un sommet de l'UE les 24 et 24 mars 2022. Ce « marathon diplomatique » inédit a pour principal objectif d'afficher l'unité du camp occidental face à la Russie, car la plupart des mesures diplomatiques, militaires et économiques envisageables ont déjà été prises.
Dès le 25 février 2022, à l'issue de leur réunion en visioconférence, les dirigeants des pays de l’OTAN appellent la Russie à mettre fin à une « guerre insensée ».
En visioconférence avec les dirigeants Occidentaux, le président ukrainien, Volodymyr Zelensky, a exhorté l’OTAN à fournir à son pays « une aide militaire sans restriction ». L'OTAN maintient sa décision de ne pas  envoyer de troupes en Ukraine et de ne pas fermer l’espace aérien au-dessus de l’Ukraine, afin de ne pas entrer dans un conflit direct avec la Russie qui pourrait conduire à une guerre à grande échelle en Europe.
Selon l'éditorial du quotidien Le Monde du 25 mars, la présence en Europe du président américain Joe Biden et sa participation à trois sommets — OTAN, G7 et Conseil européen — sont un symbole fort de l'unité occidentale. En même temps, les Occidentaux sont face à un dilemme : comment faire pour éviter l’extension du conflit entre la Russie et l’Ukraine, sans entrer en guerre contre Moscou, ni abandonner Kiev à son sort, ?
En réaction aux sommets Occidentaux, le chef de la diplomatie russe, Sergueï Lavrov, déclare que les dirigeants européens tiennent un discours aux relents « hitlériens » contre la Russie, visée par de lourdes sanctions en raison de son offensive en Ukraine : « On nous a déclaré une véritable guerre hybride totale. Ce terme de guerre totale, qu'utilisait l'Allemagne hitlérienne, est désormais prononcé par beaucoup de politiciens européens lorsqu'ils expliquent ce qu'ils veulent faire de la Russie ». Moscou affirme régulièrement être en lutte en Ukraine contre des « néo-nazis ».

## Résultats du sommet
La déclaration publiée à l'issue du sommet porte essentiellement sur la réaffirmation des positions affichées par l'OTAN depuis le début de l'invasion russe. En se référant à la résolution « Agression contre l’Ukraine » adoptée le 2 mars 2022 par l’Assemblée générale des Nations unies, et à l’arrêt rendu le 16 mars par la Cour internationale de Justice, les dirigeants de l'OTAN exhortent le président Poutine à suspendre immédiatement ses opérations militaires et à retirer ses forces armées d’Ukraine, et appellent le Bélarus à mettre fin à sa complicité.
Les dirigeants soulignent que « tout emploi de l’arme chimique ou biologique par la Russie serait inacceptable et aurait de graves conséquences ». Le conseiller à la sécurité du président américain Joe Biden, a indiqué le lendemain du sommet lors d'un échange avec la presse que Moscou payerait « un prix très élevé » en cas d'utilisation d'armes chimiques.
L'OTAN annonce le déploiement de nouveaux groupements tactiques en Roumanie, Bulgarie, Hongrie et Slovaquie et le renforcement de ceux qui existent déjà dans les pays baltes et en Pologne. Elle va également protéger ses forces contre les menaces chimiques, bactériologiques et nucléaires.
L’organisation annonce aussi qu’elle va continuer de fournir à l’Ukraine du matériel militaire, mais sans livrer de chars ou d'avions, et envoyer aussi des équipements de protection contre les menaces chimiques, biologiques et nucléaires.
Sur le plan stratégique, la déclaration finale fait état de la volonté des dirigeants de renforcer la posture de dissuasion et de défense à plus long terme de l'OTAN et de développer plus avant toute la gamme des forces et capacités nécessaires, au niveau de disponibilité opérationnelle requis, pour maintenir une dissuasion et une défense crédibles. Le nouveau concept stratégique devrait être adopté lors du sommet de Madrid en juin 2022.
Les dirigeants de l’Otan décident également de reconduire le mandat de son Secrétaire général, Jens Stoltenberg, jusqu’au 30 septembre 2023.

## Sources

#### Documents officiels de l'OTAN
- « Les dirigeants des pays de l’OTAN appellent la Russie à mettre fin à une « guerre insensée » », sur OTAN (site officiel), 25 février 2022.
- « Déclaration des chefs d'État et de gouvernement des pays de l'OTAN », sur OTAN (site officiel), 24 mars 2022.
- « Les dirigeants des pays membres de l’OTAN vont examiner la nécessité d’une refonte de la dissuasion et de la défense de l’Alliance », sur OTAN (site officiel), 24 mars 2022.
- « Réponse de l’OTAN à l’invasion de l’Ukraine par la Russie », sur OTAN (site officiel), 25 mars 2022.

#### Autres documents et articles
- Par Virginie Malingre, Philippe Ricard et Jean-Pierre Stroobants, « Ukraine : arrêter la guerre sans la faire, le dilemme des Occidentaux », Le Monde,‎ 25 mars 2022 (lire en ligne ).
- « A Bruxelles, Biden vante l’unité occidentale et hausse encore le ton face à la Russie, sans pleinement convaincre », Le Monde,‎ 24 mars 2022 (lire en ligne ).
- « Guerre en Ukraine en direct : Joe Biden évoque de nouvelles sanctions contre la Russie et promet une « réponse » de l’OTAN en cas de recours à des armes chimiques », Le Monde,‎ 24 mars 2022 (lire en ligne).
- Elisabeth Pierson et Jeanne Sénéchal, « Guerre en Ukraine : Moscou dénonce les relents «hitlériens» du discours européen contre la Russie », Le Figaro,‎ 25 mars 2022 (lire en ligne).
- « Ukraine : lignes rouges et ambiguïté », Le Monde,‎ 25 mars 2022 (lire en ligne).
- Nicolas Barotte, « Ukraine: arrêter la guerre sans faire la guerre, l’équation périlleuse de l’Otan », Le Figaro,‎ 24 mars 2022 (lire en ligne).

## Compléments